# شحات (ليبيا)
شحات هي بلدة في منطقة الجبل الأخضر في شمال شرق ليبيا. كانت قورينا تقع في نفس المنطقة في العصور القديمة. تقع على بعد 21 كيلومترًا (13ميلًا) شرق البيضاء. ترتبط شحات بدرنة بطريقين، الأول يمر عبر بلدة القبة وهو طريق جبليّ، والثاني طريق ساحلي يمر عبر سوسة ورأس الهلال.
خلال الحرب الأهلية الليبية، كانت المدينة من أوائل المدن التي وقعت تحت سيطرة المتمردين.

## أصل الاسم
تسمى هذه المدينة «قورينا» أو «سيرين» وهي من أجمل مدن ليبيا تاريخا وحضارة بل وأصبحت من أحد أجمل عشر مدن في العالم العربي حيث تحتل المرتبة الثالثة.[بحاجة لمصدر] تذكر أسطورة إغريقية ان اسم «سيرين» جاء من اسم حورية شاهدها أبولو وهي تقتل أسد بيديها.
أما التسمية الحالية «شحات» أطلقت عليها بسبب شح المياه حيث كانت توجد بها عيون نضبت فيها المياه لذا كانت تعرف بالعيون الشاحات ثم أُختصر الاسم إلى شاحات ثم حرف إلى الاسم الحالي «شحات».[بحاجة لمصدر]

## تأسيس المدينة
أسست في حدود سنة 631 ق. م عن طريق بعض المغامرين الإغريق وكان باتوس أول حاكم للمدينة ولمدة 40 سنة. وشهدت أوج ازدهارها من نشاط زراعي وتجاري في القرن الرابع قبل الميلاد.

## تاريخ المدينة
تبعث إداريا كل الإمبراطوريات التي تعاقبت على حكم شمال ليبيا من الجمهوريين سنة 414 ق م إلى الإسكندر الأكبر والحكام الإغريق سنة 332 إلى الرومان 96 ق م إلى البيزنطيين 324 م إلى الفتح الإسلامي 635 م. ويوجد بها مطار الابرق التابع لمدينة شحات

## عظمة المدينة

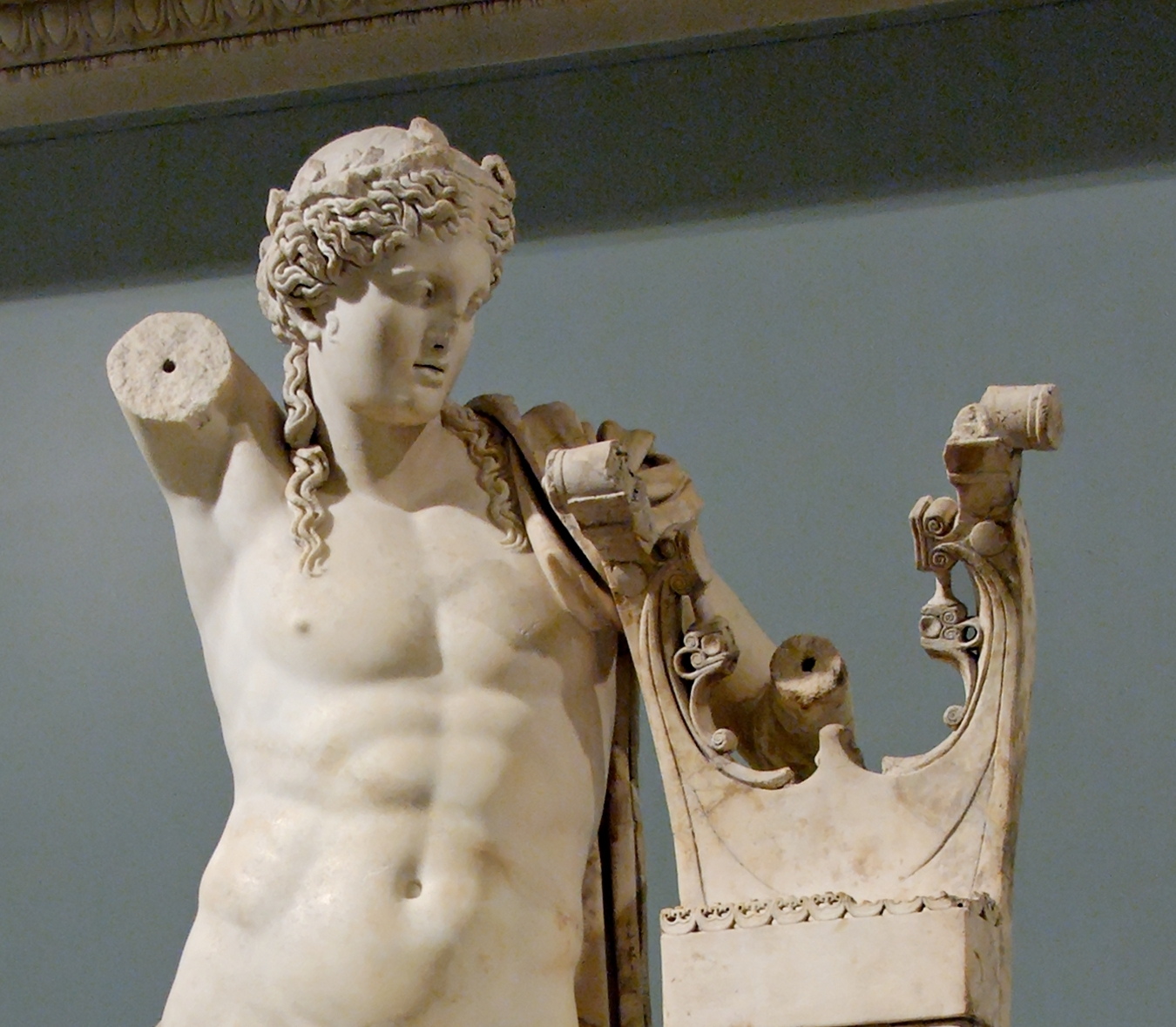
تمثال أبولو واحد من آثار قورينا. حملها المستكشف البريطاني روبرت موردوخ سميث إلى بريطانيا في القرن التاسع عشر.

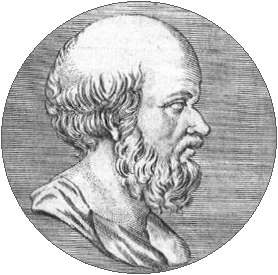
عالم الرياضيات إراتوستينس، أحد أعلام المدينة.

تتميز المدينة بالحمامات اليونانية ومعبد زيوس الذي تأسس في القرن الخامس قبل الميلاد ومعبد أبولو وغيره من المعابد والأغورا ومجلس الشورى، وقلعة الاكرابوليس. وفي العهد الروماني أدخل بعض التحويرات على المباني اليونانية وشيد الكثير من المباني الجديدة ومنها الحمامات الرومانية والمسرح ورواق هرقل والكثير من المعابد والنصب، والسور الخارجي الذي بني في القرنين الأول والثاني للميلاد، كما يوجد العديد من الكنائس التي تعود للعهد البيزنطي. وسبق أن زارها عدد من الشخصيات بينهم الفيلسوف الإغريقي أفلاطون.

## المدينة في الإنجيل والتوراة
ذكرت شحات (قورينة) في النسخة العربية من الانجيل باسم القيروان: مرقس 15-21 «فسخّروا رجلا مجتازاً كان آتيا من الحقل وهو سمعان القيرواني أبو ألكسندرس وروفس ليحمل صليبه». كما ذكرت في التوراة في سفر المكابيين.

## شخصيات مشهورة من شحات
- سمعان القيرواني (simon of cyrene) أحد الحواريين وهو من حمل الصليب الذي صلب عليه المسيح بحسب الروايات.
- القسيس مرقس (saint mark) مؤسس الكنيسة الإسكندرية وهو من نشر المسيحية في شمال أفريقيا.
- كَلّيماخوس أو كاليماخوس القوريني (باليونانية: Καλλίμαχος): باحث وفيلسوف وشاعر إغريقي ولد بقورينة في حوالي سنة 305 ق.م. ودرس في أثينا حيث عمل باحثا وتوفي بها العام 240 ق.م.
- ارستيبس (Aristippus) فيلسوف عظيم.
- كالمتشس (Callimachus) شاعر وهو اعظم شعراء حقبته على الإطلاق.
- ارستوثانيس (Eratosthenes) جغرافي وهو أول من حسب قطر الأرض ويطلق عليه والد الجغرافيا (the father of geography).

## المناخ
| مناخ شحات                         | مناخ شحات | مناخ شحات | مناخ شحات | مناخ شحات | مناخ شحات | مناخ شحات | مناخ شحات | مناخ شحات | مناخ شحات | مناخ شحات | مناخ شحات | مناخ شحات | مناخ شحات     |
| الشهر                             | يناير     | فبراير    | مارس      | أبريل     | مايو      | يونيو     | يوليو     | أغسطس     | سبتمبر    | أكتوبر    | نوفمبر    | ديسمبر    | المعدل السنوي |
| --------------------------------- | --------- | --------- | --------- | --------- | --------- | --------- | --------- | --------- | --------- | --------- | --------- | --------- | ------------- |
| الدرجة القصوى °م (°ف)             | 11.8      | 13.0      | 15.5      | 19.7      | 23.7      | 27.4      | 27.3      | 26.9      | 25.6      | 23.8      | 19.0      | 14.6      | 20.7          |
| متوسط درجة الحرارة الكبرى °م (°ف) | 7.9       | 8.5       | 10.5      | 13.8      | 17.4      | 20.8      | 21.8      | 21.6      | 20.0      | 18.3      | 14.3      | 10.4      | 15.5          |
| المتوسط اليومي °م (°ف)            | 4.0       | 4.0       | 5.6       | 7.8       | 11.1      | 14.3      | 16.2      | 16.3      | 14.5      | 12.7      | 9.6       | 6.2       | 10.2          |
| أدنى درجة حرارة °م (°ف)           | 127       | 89        | 61        | 25        | 9         | 2         | 1         | 1         | 8         | 45        | 58        | 117       | 543           |